# Pipistrellus collinus
Pipistrellus collinus es una especie de murciélago de la familia Vespertilionidae.

## Distribución geográfica
Es endémica de la Cordillera Central de Nueva Guinea y la isla de Goodenough.